# Jan Szopiński (polityk)
Jan Józef Szopiński (ur. 1 sierpnia 1957 w Kosobudach) – polski polityk, samorządowiec i urzędnik, w latach 1999–2006 wicemarszałek województwa kujawsko-pomorskiego, w latach 2010–2014 wiceprezydent Bydgoszczy, poseł na Sejm IX kadencji, od 2024 zastępca dyrektora generalnego Krajowego Ośrodka Wsparcia Rolnictwa.

## Życiorys
Syn Jana i Eryki. Od 1972 do 1976 należał do Związku Młodzieży Socjalistycznej, a w latach 1976–1980 do Związku Socjalistycznej Młodzieży Polskiej. W październiku 1979 wstąpił do Polskiej Zjednoczonej Partii Robotniczej. W 1987 ukończył studia z ekonomiki przemysłu na Akademii Nauk Społecznych w Warszawie. Na tej samej uczelni odbył studia podyplomowe z polityki społeczno-gospodarczej. Kształcił się podyplomowo także w zakresie administracji i zarządzania (w Wyższej Szkole Pedagogicznej w Bydgoszczy) oraz komunikacji i informacji społecznej (na Uniwersytecie Warszawskim).
Od listopada 1980 do maja 1982 był kierownikiem Gminnego Ośrodka Pracy Ideowo-Wychowawczej w komitecie gminnym PZPR w Brusach, po czym stanął na czele Zarządu Wojewódzkiego ZSMP w Bydgoszczy. W 1985 podjął pracę w urzędzie wojewódzkim w Bydgoszczy, gdzie sprawował funkcje dyrektora biura parlamentarnego, wicedyrektora Wydziału Organizacyjno-Prawnego oraz dyrektora gabinetu wojewody. Od 1997 do 1998 był zastępcą wojewódzkiego inspektora Państwowej Inspekcji Handlowej w Bydgoszczy. Działał również społecznie jako członek wojewódzkiego zarządu Związku Ochotniczych Straży Pożarnych RP, społeczny prezes Kujawsko-Pomorskiego Stowarzyszenia Olimpiady Specjalne Polska oraz członek Polskiego Związku Działkowców.
Zaangażował się w działalność polityczną w ramach Sojuszu Lewicy Demokratycznej. W 2012 objął przywództwo nad bydgoskimi strukturami partii, znalazł się także w jej wojewódzkich władzach. W 2002 i 2006 uzyskiwał mandat radnego Sejmiku Województwa Kujawsko-Pomorskiego II i III kadencji. Po raz pierwszy powołany na stanowisko wicemarszałka województwa kujawsko-pomorskiego w 1999. 26 listopada 2002 ponownie je objął w kolejnym zarządzie, odpowiadając za kwestie kultury, edukacji, ochrony zdrowia i sportu. Zakończył pełnienie tej funkcji 24 listopada 2006.
W 2007 bez powodzenia startował w wyborach na senatora w okręgu nr 4, uzyskując 5. rezultat wśród 10 pretendentów. W międzyczasie został pełnomocnikiem spółki zarządzającej ośrodkiem wypoczynkowym. W 2010 został wybrany do rady miejskiej Bydgoszczy, bezskutecznie kandydował na prezydenta miasta (zdobył 7,33% głosów i zajął 4. miejsce wśród 6 kandydatów). Zrezygnował z mandatu radnego i objął funkcję wiceprezydenta miasta w kadencji 2010–2014. W 2014 ponownie wybrany do rady, został jej wiceprzewodniczącym. W 2015 objął funkcję specjalisty odpowiedzialnego za kontakty z mediami i fundusze europejskie w Wojewódzkim Szpitalu Obserwacyjno-Zakaźnym im. Tadeusza Browicza w Bydgoszczy. W 2018 nie znalazł się ponownie na liście kandydatów partii do rady miasta, bezskutecznie wówczas startował do sejmiku.
W wyborach w 2019 z listy SLD został wybrany na posła IX kadencji, otrzymując 11 821 głosów w okręgu bydgoskim. W Sejmie został członkiem Komisji Zdrowia oraz Komisji Administracji i Spraw Wewnętrznych. W wyborach w 2023 bez powodzenia ubiegał się o reelekcję z ramienia Nowej Lewicy. W 2024 uzyskał mandat radnego Bydgoszczy z listy Koalicji Obywatelskiej (w ramach porozumienia między KO a Nową Lewicą). Następnie został powołany na stanowisko zastępcy dyrektora generalnego Krajowego Ośrodka Wsparcia Rolnictwa.

## Życie prywatne
Żonaty, ma córkę.

## Odznaczenia i wyróżnienia
Otrzymał Krzyż Kawalerski Orderu Odrodzenia Polski (2005) oraz Brązową Odznakę „Zasłużony dla Ochrony Przeciwpożarowej” (2014). Został honorowym obywatelem powiatu tucholskiego.